# Померанский шпиц
Померанский шпиц или миниатюрный шпиц (нем. deutsch Zwergspitz)  — порода собак, относящаяся к категории «Шпицы и породы примитивного типа» по классификации МКФ.

## Происхождение
В Америке и в России долгое время этих шпицев называли иначе — цвергшпицами (нем. Zwergspitz — «карликовый шпиц») или просто карликовыми. Это самый маленький представитель шпицев.
Во времена правления королевы Виктории, в 1870 году, шпицы из Англии попадают в Европу, где начинается работа по созданию карликовой формы, улучшению «одёжки» померанца и приданию ему общей изысканности. Красота лучших представителей английских и американских шпицев оказывает большое влияние на заводчиков всего мира, и постепенно шпицы в других странах видоизменяются, подтягиваясь к эталонному померанскому шпицу.

## Внешний вид

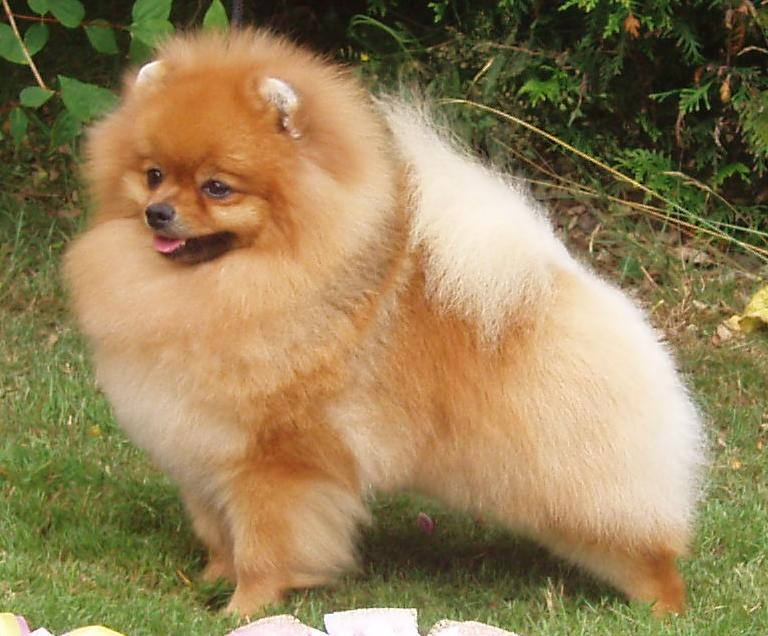
Померанский шпиц в выставочной стойке

Череп у породы средний, голова клинообразная и сужается к концу носа. Морда средней длины, не заостренная. Нос и губы чёрного цвета, у коричневых шпицев чёрно-коричневого. Челюсти развитые с ножницеобразным прикусом, допускается небольшое отсутствие премоляров. Прямой прикус также допускается. Глаза темные и миндалевидные.
Линия верха плавно переходит в короткую, прямую спину. Пышный развевающийся хвост, который частично закрывает спину, округляет силуэт. Грудь глубокая и хорошо развитая. Передние конечности прямые и широкие, с хорошим костяком. Задние конечности очень мускулистые и до скакательного сустава богато покрыты шерстью. Задние ноги стоят прямо и параллельно.
Рост померанского шпица 24-30 см, вес соответствующий росту.

### Шерсть и окрасы

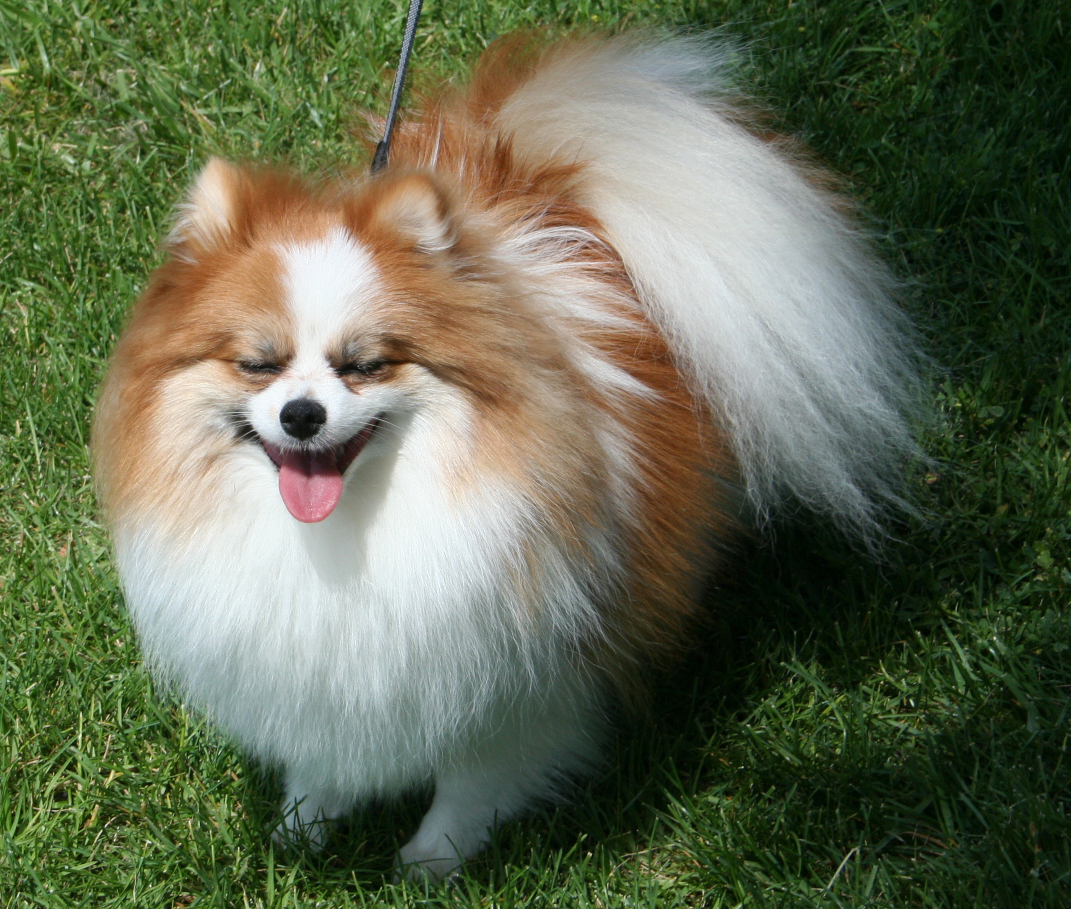
Померанский шпиц триколор

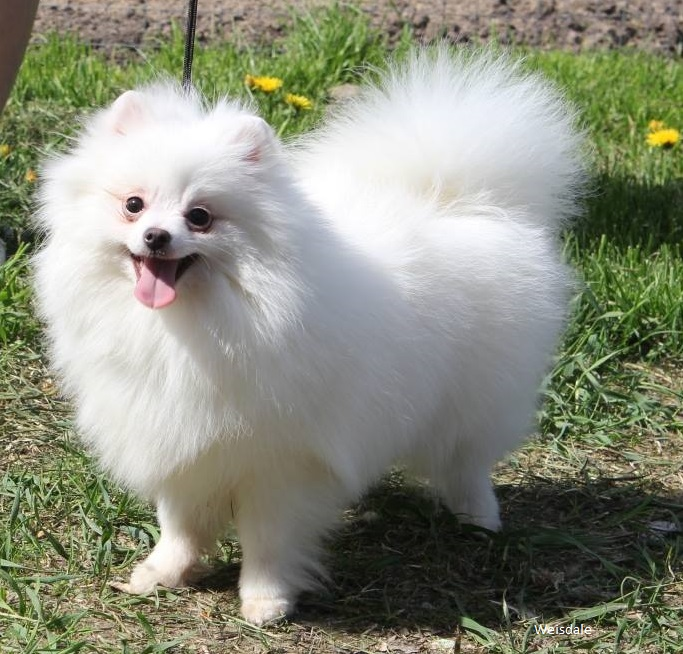
Белый шпиц

Померанский шпиц обладает длинной густой шерстью с богатым подшерстком, вокруг шеи она образует гриву, хвост пышно покрыт шерстью и лежит на спине. Цвергшпиц имеет двойную шерсть, состоящую из длинного и прямого покровного волоса и короткий плотный, ватный подшерсток. Стрижка шпица должна быть незаметной.
У породы разрешено множество окрасов:
- Белый
- Чёрный с темным подшерстком и кожей
- Темно-коричневый
- Оранжевый
- Волчий: серебристо-серый с чёрными кончиками волос. Темная морда, уши и кончик хвоста, светлая грива и плечи. Передние и задние конечности серебристо-серые без чёрных пятен ниже колен и локтей за исключением легкой штриховки над пальцами. Нижняя сторона хвоста и штаны светло-серебристо-серые.
- Другие цвета: крем, крем-соболь, оранжево-соболиный , черно-подпалый и пятнистый.
- Голубой (допустим по стандарту английского кеннел-клуба)

Основной цвет пятнистых собак белый, пятна должны располагаться на белом фоне. Цветные пятна должны быть одного цвета, либо черные или коричневые, либо волчьи или оранжевые, или оранжево-соболиные, или кремовые, или кремово-соболиные, предпочтительно их распределение по всему корпусу.
Мраморный окрас недопустим.

## Характер и темперамент
Миниатюрный шпиц обладает весёлым, игривым, добрым нравом и преданным характером. Несмотря на малый рост, шпицы могут за себя постоять. Шпиц любит движение, прогулки на свежем воздухе и игры. Для здоровья и развлечения собаки важны умеренные физические нагрузки. Померанский шпиц может играть с детьми, он активен и энергичен, но в то же время не доставляет особых хлопот, так как слушается своего хозяина. Порода отличается сообразительностью и преданностью, желанием угодить хозяину.
Шпицы могут быть очень упрямыми, поэтому дрессировать их надо с раннего возраста.
Появление нового питомца может быть встречено агрессией и недовольством, но при одномоментном заведении шпиц уживается с другими животными.

## Воспитание и уход
Ожидаемая продолжительность жизни померанского шпица составляет от 12 до 16 лет. У ухоженной собаки, соблюдающей диету и с подходящей физической нагрузкой, будет мало проблем со здоровьем. Шпиц — крепкая собака, если поддерживать его в форме.
У породы есть проблемы со здоровьем, свойственные многим собакам, хотя некоторые проблемы, такие как дисплазия тазобедренного сустава, редки из-за легкого телосложения шпица. Они склонны к ранней потере зубов, поэтому рекомендуется сухой корм.
Питание померанца должно быть сбалансированным и натуральным. Для этого подойдёт видотипичный рацион, состоящий из сырого мяса, субпродуктов, безопасных костей, хрящей, а также рыбы. Можно добавлять в рацион овощи, но желательно обойтись без каш. Углеводы не являются необходимым составляющим в рационе собак. Кормление сухими кормами приводит к появлению камней, а затем и налёта на зубах, приводит со временем к проблемам с почками и может вызвать мочекаменную болезнь.
Шпиц понятлив, но всё же нуждается в постоянной дрессировке, без неё он становится непослушным, вредным и агрессивным. В пять месяцев он чётко усваивает все необходимые команды. Шпиц самостоятельно ориентируется в ситуации и делает всё, чтобы заслужить одобрение хозяина.